# Baturusa
Baturusa is een bestuurslaag in het regentschap Bangka van de provincie Bangka-Belitung, Indonesië. Baturusa telt 4277 inwoners (volkstelling 2010).